# Мађарска на Летњим олимпијским играма 1912.
Мађарска је учествовала на Летњим олимпијским играма одржаним 1912. године у Стокхолму, Шведска. Тадашњи резултати Аустрије и Мађарске су држани одвојено иако су те две нације биле у заједничкој Аустроугарској држави.
Олимпијски тим из Мађарске је на овим олимпијским играма се такмичио у једанаест различитих спортских дисциплина и освојили су укупно девет медаља: четири златне, две сребрне и три бронзане медаље.

## Освајачи медаља

### Злато
- Јене Фукс — Мачевање, Мачевање, сабља-појединачно
- Јене Фукс, Ласло Берти, Ервин Месарош, Деже Фелдеш, Оскар Герде, Золтан Шенкер, Петер Тот и Лајош Веркнер — Мачевање, Мачевање, сабља-екипно
- Шандор Прокоп — Стрељаштво, 300m војничка пушка, тростав

### Сребро
- Бела Бекеши — Мачевање, Сабља, мушки
- Мушкарци, екипно — Гимнастика

### Бронза
- Мор Коцан — Атлетика, Копље, мушки
- Ервин Месарош — Мачевање, Сабља, мушки
- Бела Варга — Рвање, Рвање Грчко-римски стил лакотешка кат.

## Резултати по дисциплинама

### Пливање
На Олимпијским играма 1912. године Мађарска је имала осам представника. Ово је било пете учешће Мађарске у пливачким дисциплинама на олимпијадама. Ово су боле прве игре на којима Мађарска није освојила медаљу у пливачким дисциплинама. Бароњи и Лас-Торес су стигли до финалне трке али су заузели пето и шесто место. Штафета је такође стигла до финала али није почела трку из непознатих разлога.
Мушки
| Пливач                                                 | Дисциплина               | Група    | Група | Четвртфинале         | Четвртфинале         | Полуфинале           | Полуфинале           | Финале               | Финале               |
| Пливач                                                 | Дисциплина               | Резултат | Место | Резултат             | Место                | Резултат             | Место                | Резултат             | Место                |
| ------------------------------------------------------ | ------------------------ | -------- | ----- | -------------------- | -------------------- | -------------------- | -------------------- | -------------------- | -------------------- |
| Андраш Бароњи                                          | 100 m леђно              | Н/П      | Н/П   | 1:22.0               | 1 Q                  | 1:26.2               | 3 q                  | 1:25.2               | 4                    |
| Ласло Белезнаи                                         | 100 m слободно           | 1:08.0   | 1 Q   | Није почео трку      | Није почео трку      | Није се квалификовао | Није се квалификовао | Није се квалификовао | Није се квалификовао |
| Оскар Демјан                                           | 200 m прсно              | Н/П      | Н/П   | 3:07.8               | 1 Q                  | 3:11.2               | 4                    | Није се квалификовао | Није се квалификовао |
| Оскар Демјан                                           | 400 m прсно              | Н/П      | Н/П   | Дисквалификован      | Дисквалификован      | Није се квалификовао | Није се квалификовао | Није се квалификовао | Није се квалификовао |
| Алајош Кењери                                          | 100 m слободно           | Н/П      | 4–6   | Није се квалификовао | Није се квалификовао | Није се квалификовао | Није се квалификовао | Није се квалификовао | Није се квалификовао |
| Алајош Кењери                                          | 400 m слободно           | Н/П      | Н/П   | 5:46.0               | 2 Q                  | Није почео трку      | Није почео трку      | Није се квалификовао | Није се квалификовао |
| Бела Лас-Торес                                         | 400 m слободно           | Н/П      | Н/П   | 5:36.2               | 1 Q                  | 5:34.8               | 2 Q                  | 5:42.0               | 5                    |
| Бела Лас-Торес                                         | 1500 m слободно          | Н/П      | Н/П   | 22:58.0              | 1 Q                  | 23:09.8              | 1 Q                  | Није завршио трку    | Није завршио трку    |
| Ласло Сентгроти                                        | 100 m слободно           | Н/П      | 3     | Није се квалификовао | Није се квалификовао | Није се квалификовао | Није се квалификовао | Није се квалификовао | Није се квалификовао |
| Ласло Сентгроти                                        | 100 m прсно              | Н/П      | Н/П   | 1:26.6               | 1 Q                  | 1:26.4               | 4                    | Није се квалификовао | Није се квалификовао |
| Јанош Венк                                             | 100 m леђно              | Н/П      | Н/П   | Дисквалификован      | Дисквалификован      | Није се квалификовао | Није се квалификовао | Није се квалификовао | Није се квалификовао |
| Ласло Белезнаи Алајош Кењери Бела Лас-Торес Имре Захар | 4x200 m штафета слободно | Н/П      | Н/П   | Н/П                  | Н/П                  | 10:34.6              | 2 Q                  | Нису почели трку     | Нису почели трку     |

### Ватерполо
На овим Олимпијским играма Мађарска је дебитовала у свом будућем трофејном спорту, ватерполу. Репрезентација Мађарске је на овом турниру заузела последње место са две изгубљене утакмице и ниједном победом.
| Екипа    | Дисциплина | Четвртфинале       | Полуфинале            | Финале                | Репасеж полуфинала | Репасеж финала        | Сребро 1 круг         | Сребро 2 круг         | Сребро                | Место |
| Екипа    | Дисциплина | Противник Резултат | Противник Резултат    | Противник Резултат    | Противник Резултат | Противник Резултат    | Противник Резултат    | Противник Резултат    | Противник Резултат    | Место |
| -------- | ---------- | ------------------ | --------------------- | --------------------- | ------------------ | --------------------- | --------------------- | --------------------- | --------------------- | ----- |
| Мађарска | Ватерполо  | Аустрија L 4–5     | Није се квалификовала | Није се квалификовала | Белгија L 5–6      | Није се квалификовала | Није се квалификовала | Није се квалификовала | Није се квалификовала | 6     |

### Атлетика
Најбољи мађарски атлетичар је био Мор Коцан, који је освојио бронзану медаљу у бацању копља. Мађарска је на ове Олимпијске игре послала укупно 27 атлетичара. Поред Коцана једино се у финале пласирао Верденер, у скоку у вис, који је заузео девето место.
| Атлетичар     | Дисциплина             | Група    | Група | Полуфинале | Полуфинале | Финале               | Финале               |
| Атлетичар     | Дисциплина             | Резултат | Место | Резултат   | Место      | Резултат             | Место                |
| ------------- | ---------------------- | -------- | ----- | ---------- | ---------- | -------------------- | -------------------- |
| Мор Коцан     | Бацање диска           | Н/П      | Н/П   | 33.30      | 33         | Није се квалификовао | Није се квалификовао |
| Мор Коцан     | Бацање копља           | Н/П      | Н/П   | 54.99      | 3 Q        | 55.50                |                      |
| Мор Коцан     | Бацање копља са 2 руке | Н/П      | Н/П   | 66.69      | 12         | Није се квалификовао | Није се квалификовао |
| Иван Верденер | Скок у вис             | Н/П      | Н/П   | 1.83       | 1 Q        | 1.80                 | 9                    |

## Бициклизам
Мађарска је послала пет бициклиста. Ово је било прво појављивање мађарских бициклиста на олимпијадама. Најбољи резултат је остварио Иштван Милер који је завршио на 73. позицији. У екипном, збирном скору, Мађарска је заузела дванаесто место.

### Мачевање
Мађарска је на овим Олимпијским играма доминирала у мачевалачким дисциплинама. Мађарски мачеваоци су узели три златне медаље, две индивидуалне и једну екипну. Мађарска је послала осам такмичара.
Мађарску је представљало тринаест такмичара, од којих су шесторица учествовала и на претходним олимпијским играма. Ово је било треће појављивање мађарских мачеваоца на олимпијадама. Мађарска је освојила две златне и по једну сребрну и бронзану медаљу. Тим Мађарске је на овом такмичењу одбранио шампионску титулу освојену на претходној Олимпијади.
| Мачевалац                                                                                         | Дисциплина    | 1 рунда  | 1 рунда | Четвртфинале         | Четвртфинале         | Полуфинале           | Полуфинале           | Финале               | Финале               |
| Мачевалац                                                                                         | Дисциплина    | Резултат | Место   | Резултат             | Место                | Резултат             | Место                | Резултат             | Место                |
| ------------------------------------------------------------------------------------------------- | ------------- | -------- | ------- | -------------------- | -------------------- | -------------------- | -------------------- | -------------------- | -------------------- |
| Бела Бекеши                                                                                       | Флорет        | 1 из.    | 1 Q     | 0 из.                | 1 Q                  | 1 из.                | 2 Q                  | 1–6                  | 7                    |
| Бела Бекеши                                                                                       | Мач           | 5 из.    | 7       | Није се квалификовао | Није се квалификовао | Није се квалификовао | Није се квалификовао | Није се квалификовао | Није се квалификовао |
| Бела Бекеши                                                                                       | Сабља         | 3 по.    | 1 Q     | 1 из.                | 1 Q                  | 4 по.                | 1 Q                  | 5–2                  |                      |
| Ласло Берти                                                                                       | Флорет        | 1 из.    | 1 Q     | 1 из.                | 1 Q                  | 0 из.                | 1 Q                  | 4–3                  | 4                    |
| Ласло Берти                                                                                       | Сабља         | 3 по.    | 1 Q     | 0 из.                | 1 Q                  | 3 по.                | 3                    | Није се квалификовао | Није се квалификовао |
| Берталан Дунај                                                                                    | Флорет        | 2 из.    | 4       | Није се квалификовао | Није се квалификовао | Није се квалификовао | Није се квалификовао | Није се квалификовао | Није се квалификовао |
| Берталан Дунај                                                                                    | Сабља         | -        | -       | 1 из.                | 2 Q                  | 1 по.                | 4                    | Није се квалификовао | Није се квалификовао |
| Деже Фелдеш                                                                                       | Флорет        | 2 из.    | 3 Q     | 1 из.                | 2 Q                  | Предао               | Предао               | Није се квалификовао | Није се квалификовао |
| Деже Фелдеш                                                                                       | Сабља         | -        | -       | 1 из.                | 1 Q                  | 4 по.                | 2 Q                  | 1–6                  | 8                    |
| Јене Фукс                                                                                         | Сабља         | -        | -       | 0 из.                | 1 Q                  | 1 по                 | 2 Q                  | 6–1                  |                      |
| Оскар Герде                                                                                       | Сабља         | 3 по.    | 1 Q     | 1 из.                | 2 Q                  | Није почео           | Није почео           | Није се квалификовао | Није се квалификовао |
| Ервин Месарош                                                                                     | Сабља         | -        | -       | 0 из.                | 1 Q                  | 5 по.                | 1 Q                  | 5–2                  |                      |
| Пал Пајс                                                                                          | Флорет        | 1 из.    | 2 Q     | 2 из.                | 3 Q                  | 2 из.                | 3                    | Није се квалификовао | Није се квалификовао |
| Пал Пајс                                                                                          | Сабља         | 1 по.    | 2 Q     | 1 из                 | 1 Q                  | 3 по.                | 3                    | Није се квалификовао | Није се квалификовао |
| Пал Рости                                                                                         | Мач           | -        | -       | 2 из.                | 2 Q                  | 3 из.                | 4                    | Није се квалификовао | Није се квалификовао |
| Золтан Шенкер                                                                                     | Флорет        | 1 из.    | 2 Q     | 0 из.                | 1 Q                  | 2 из.                | 3                    | Није се квалификовао | Није се квалификовао |
| Золтан Шенкер                                                                                     | Сабља         | 3 по.    | 1 Q     | 1 из.                | 1 Q                  | 4 по.                | 2 Q                  | 4–3                  | 4                    |
| Петер Тот                                                                                         | Флорет        | 1 из.    | 2 Q     | 1 из.                | 1 Q                  | 2 из.                | 3                    | Није се кв.          | Није се кв.          |
| Петер Тот                                                                                         | Сабља         | 3 по.    | 1 Q     | 0 из.                | 1 Q                  | 2 из.                | 1 Q                  | 2–5                  | 6                    |
| Лајош Веркнер                                                                                     | Сабља         | 2 по.    | 2 Q     | 0 из.                | 1 Q                  | 5 по.                | 1 Q                  | 1–6                  | 7                    |
| Бела Зулавски                                                                                     | Флорет        | 1 из.    | 2 Q     | 0 из.                | 1 Q                  | 3 из.                | 4                    | Није се кв.          | Није се кв.          |
| Бела Зулавски                                                                                     | Сабља         | 3 по.    | 1 Q     | 2 из.                | 3 Q                  | 2 по.                | 3                    | Није се кв.          | Није се кв.          |
| Ласло Берти Деже Фелдеш Јене Фукс Оскар Герде Ервин Месарош Золтан Шенкер Петер Тот Лајош Веркнер | Сабља, екипно | Н/П      | Н/П     | -                    | -                    | 3–0                  | 1 Q                  | 3–0                  |                      |

## Фудбал
Мађарска је учествовала на олимпијском фудбалском турниру по први пут. Репрезентација Мађарске је играла укупно три утакмице од којих једну изгубила и две утакмице је победила.
Четвртфинале
| 30. јун 1912.                                                   |            |          |                                              |
| Уједињено Краљевство                                            | 7–0        | Мађарска | Стокхолм Олимпијски стадион Гледалаца: 8.000 |
| Харолд Валден 21’, 23’, 49’ 53’, 55’, 85’ · Вивијан Вудворд 45’ | (Извештај) |          | Стокхолм Олимпијски стадион Гледалаца: 8.000 |

Утешно четвртфинале
| 3. јул 1912.             |            |                   |                                           |
| Мађарска                 | 3–1        | Немачка           | Стокхолм Стадион Расунда Гледалаца: 2.000 |
| Имре Шлосер 3’, 39’, 82’ | (Извештај) | Фриц Фердерер 56’ | Стокхолм Стадион Расунда Гледалаца: 2.000 |

Утешно финале
| 5. јул 1912.                                           |            |          |                                           |
| Мађарска                                               | 3–0        | Аустрија | Стокхолм Стадион Расунда Гледалаца: 5.000 |
| Имре Шлосер 32’ · Михаљ Патаки 60’ · Шандор Боднар 76’ | (Извештај) |          | Стокхолм Стадион Расунда Гледалаца: 5.000 |

Финална позиција5 место

## Гимнастика
Мађарска је имала седамнаест представника у гимнастици. Најбољи такмичар је био Елемер Пасти, који је заузео тринаесто место као појединац. Тим Мађарске је освојио сребрну медаљу у екипној конкуренцији.

### Уметничка гимнастика
| Гимнастичар     | Дисциплина  | Финале   | Финале |
| Гимнастичар     | Дисциплина  | Резултат | Место  |
| --------------- | ----------- | -------- | ------ |
| Имре Гелерт     | По справама | 117.00   | 17     |
| Јанош Кризманић | По справама | 115.00   | 19     |
| Елемер Пасти    | По справама | 119.00   | 13     |
| Јожеф Салаи     | По справама | 117.25   | 15     |
| Мађарска        | Екипно      | 45.45    |        |

## Веслање
Мађарску је репрезентовало једанаест такмичара. Оба скифиста, заједно са носиоцем бронзане медаље са прошлих Олимпијских игара, Карољем Левицким, су испали у четвртфиналу, а осмерац је такође испао али већ у првој елиминационој трци.

### Стрељаштво
Мађарска је на своје друго појављивањена олимпијским играма послала десет стрелаца. Шандор Прокоп, који је претходно учествовао и на Олимпијади 1908., је овај пут освојио прву медаљу у стрељаштву за Мађарску и то златну.
| Дисциплина  | Позиција | Стрелац       | Скор | Место |
| ----------- | -------- | ------------- | ---- | ----- |
|             |          |               |      |       |
| 300 m пушка | 43       | Шандор Прокоп | 627  |       |
| 300 m пушка |          |               |      |       |

### Тенис
Чест тенисера је дошло на овај олимпијски турнир и ово је био трећи наступ мађарских тенисера на олимпијским играма. Овај пут тенисери су остварили веома мршав резултат од 3 победе и 7 изгубљених мечева. Ниједан од тенисера није се пласирао даље од осмине финала.

### Рвање

#### Грчко-римски стил
На свој трећи наступ Мађарска је послала десет рвача. Бела Варга је једини успео да се домогне медаље и то бронзане. Успео је да преброди први пораз и да се домогне финалних борби. У финалима је имао два пораза и тако завршио на трећем месту. Други успешан такмичар је био Радвањ, који је успео да се домогне четврте позиције. Рвачи из Мађарске су имали 39мборби и од тога су победили 18 пута и доживели 21 пораз.
| Рвач       | Класа                | 1. круг              | 2. круг                 | 3. круг                | 4. круг                  | 5. круг                    | 6. круг                | Финале                   | Финале                   | Финале                   | Финале |
| Рвач       | Класа                | Противник Резултат   | Противник Резултат      | Противник Резултат     | Противник Резултат       | Противник Резултат         | Противник Резултат     | Меч А Противник Резултат | Меч Б Противник Резултат | Меч Ц Противник Резултат | Место  |
| ---------- | -------------------- | -------------------- | ----------------------- | ---------------------- | ------------------------ | -------------------------- | ---------------------- | ------------------------ | ------------------------ | ------------------------ | ------ |
| Бела Варга | Лакотешка категорија | Шведска Карл Екман · | Шведска Оскар Виклунд · | Финска Кнут Линдберг · | Шведска Јохан Андерсон · | Исланд Сигурјон Петурсон · | Финска Андерс Рајала · | Шведска Андерс Алгрен ·  | Финска Ивар Бехлинг ·    | Није се пл.              | 3.     |